# Flavia Pennetta
Flavia Pennetta (Brindisi, 25 februari 1982) is een voormalig professioneel tennisspeelster uit Italië. Pennetta werd professional met haar achttiende verjaardag op 25 februari 2000. Zij beëindigde haar loopbaan aan het einde van het tennisseizoen 2015.

## Loopbaan
Flavia Pennetta begon met tennissen op vijfjarige leeftijd toen zij via haar vader terechtkwam bij een lokale tennisvereniging. Zij wordt gecoacht door Salvador Navarro en Gabriel Urpi en speelt het liefst op een hardcourtbaan. Zij speelt rechtshandig en heeft een tweehandige backhand. Zij heeft vooral een zeer goede backhand.
Pennetta stond in 2004 voor het eerst in een WTA-finale, op het toernooi van Acapulco – zij verloor van Iveta Benešová. Later dat jaar won zij haar eerste WTA-titel, op het toernooi van Sopot – in de eindstrijd klopte zij Klára Koukalová.
Tijdens het WTA-toernooi van Gold Coast 2006 stuitte Pennetta de opmars van Martina Hingis die in dat toernooi na drie jaar afwezigheid haar comeback maakte en meteen de halve finale wist te bereiken. Pennetta wist haar in die halve finale te kloppen, maar verloor uiteindelijk zelf in de finale van Lucie Šafářová.
Tot en met 2010 won Pennetta bijna ieder jaar een of twee WTA-enkelspeltitels. Daarna was zij vier jaar lang niet zo succesvol, tot zij in 2014 verrassend het prestigieuze toernooi van Indian Wells won – zij versloeg onder meer het eerste reekshoofd Li Na (in de halve finale) en de als tweede geplaatste Agnieszka Radwańska in de finale.
In de periode 2003–2015 speelde Pennetta bijna jaarlijks in het Italiaanse Fed Cup-team. Haar winst/verlies-balans in het enkelspel was 21–4, in het dubbelspel 4–1. Viermaal nam zij deel aan het team dat de finale van de Wereldgroep I won:
- In 2006 hielp zij Italië naar de finale, door in de halve finale haar beide partijen te winnen; haar team won de titel, ondanks haar persoonlijke verlies van Justine Henin in de finale tegen België.
- In 2009 won Italië de finale van de Verenigde Staten, mede dankzij Pennetta's beide gewonnen partijen.
- Dit scenario herhaalde zich in 2010, toen zij weer haar beide partijen won om Italië te doen zegevieren over de Verenigde Staten.
- Ten slotte in 2013 greep het Italiaanse team de titel ten koste van de Russische dames, mede dankzij Pennetta's winst in het dubbelspel, samen met Karin Knapp.

In 2015 wist Pennetta voor het eerst in haar tenniscarrière een grandslamtoernooi te winnen. Dit was in New York op de US Open. Na deze overwinning kondigde zij haar afscheid aan, na afloop van haar deelname aan de eindejaarskampioenschappen. Zij trouwde op 11 juni 2016 met de Italiaanse tennisspeler Fabio Fognini.

## Posities op deWTA-ranglijst
Positie per einde seizoen:
| jaar | rang enkelspel | rang dubbelspel |
| ---- | -------------- | --------------- |
| 1997 | 895            | 690             |
| 1998 | 659            | 533             |
| 1999 | 251            | 248             |
| 2000 | 297            | 171             |
| 2001 | 289            | 323             |
| 2002 | 95             | 136             |
| 2003 | 69             | 111             |
| 2004 | 38             | 100             |
| 2005 | 23             | 22              |
| 2006 | 28             | 32              |
| 2007 | 40             | 37              |
| 2008 | 13             | 22              |
| 2009 | 12             | 29              |
| 2010 | 24             | 2               |
| 2011 | 20             | 8               |
| 2012 | 45             | 30              |
| 2013 | 31             | 32              |
| 2014 | 13             | 14              |
| 2015 | 8              | 21              |

## Palmares
| Legenda                | Legenda                  |
| ---------------------- | ------------------------ |
| Grandslamtoernooi      |                          |
| Olympische Spelen      |                          |
| Year-End Championships |                          |
| tot 2009               | 2009 – 2020 / vanaf 2021 |
| Tier I                 | Premier Mandatory        |
| Tier II                | Premier Five / WTA 1000  |
| Tier III               | Premier / WTA 500        |
| Tier IV & V            | International / WTA 250  |
|                        | Challenger / WTA 125     |

### WTA-finaleplaatsen enkelspel
| nr.              | finale     | toernooi                | ondergrond | tegenstandster          | score               |         |
| ---------------- | ---------- | ----------------------- | ---------- | ----------------------- | ------------------- | ------- |
| gewonnen finales |            |                         |            |                         |                     |         |
| 1.               | 2004-08-15 | WTA Sopot               | gravel     | Klára Koukalová         | 7-5, 3-6, 6-3       | details |
| 2.               | 2005-02-20 | WTA Bogota              | gravel     | Lourdes Domínguez Lino  | 7-6, 6-4            | details |
| 3.               | 2005-02-27 | WTA Acapulco            | gravel     | Ľudmila Cervanová       | 3-6, 7-5, 6-3       | details |
| 4.               | 2007-10-14 | WTA Bangkok             | hardcourt  | Chan Yung-jan           | 6-1, 6-3            | details |
| 5.               | 2008-02-17 | WTA Viña del Mar        | gravel     | Klára Zakopalová        | 6-4, 5-4, opg.      | details |
| 6.               | 2008-03-01 | WTA Acapulco            | gravel     | Alizé Cornet            | 6-0, 4-6, 6-1       | details |
| 7.               | 2009-07-19 | WTA Palermo             | gravel     | Sara Errani             | 6-1, 6-2            | details |
| 8.               | 2009-08-09 | WTA Los Angeles         | hardcourt  | Samantha Stosur         | 6-4, 6-3            | details |
| 9.               | 2010-04-11 | WTA Marbella            | gravel     | Carla Suárez Navarro    | 6-2, 4-6, 6-3       | details |
| 10.              | 2014-03-16 | WTA Indian Wells        | hardcourt  | Agnieszka Radwańska     | 6-2, 6-1            | details |
| 11.              | 2015-09-12 | US Open                 | hardcourt  | Roberta Vinci           | 7-6, 6-2            | details |
| verloren finales |            |                         |            |                         |                     |         |
| 1.               | 2004-03-01 | WTA Acapulco            | gravel     | Iveta Benešová          | 6-7, 4-6            | details |
| 2.               | 2004-07-19 | WTA Palermo             | gravel     | Anabel Medina Garrigues | 4-6, 4-6            | details |
| 3.               | 2006-01-02 | WTA Gold Coast          | hardcourt  | Lucie Šafářová          | 3-6, 4-6            | details |
| 4.               | 2006-09-20 | WTA Bogota              | gravel     | Lourdes Domínguez Lino  | 6-7, 4-6            | details |
| 5.               | 2006-02-27 | WTA Acapulco            | gravel     | Anna-Lena Grönefeld     | 1-6, 6-4, 2-6       | details |
| 6.               | 2007-02-26 | WTA Acapulco            | gravel     | Émilie Loit             | 6-7, 4-6            | details |
| 7.               | 2008-07-27 | WTA Los Angeles         | hardcourt  | Dinara Safina           | 4-6, 2-6            | details |
| 8.               | 2008-10-19 | WTA Zürich              | hardcourt  | Venus Williams          | 6-7, 2-6            | details |
| 9.               | 2009-02-28 | WTA Acapulco            | gravel     | Venus Williams          | 1-6, 2-6            | details |
| 10.              | 2010-01-09 | WTA Auckland            | hardcourt  | Yanina Wickmayer        | 3-6, 2-6            | details |
| 11.              | 2010-07-18 | WTA Palermo             | gravel     | Kaia Kanepi             | 4-6, 3-6            | details |
| 12.              | 2012-01-08 | WTA Auckland            | hardcourt  | Zheng Jie               | 6-2, 3-6, 0-2, opg. | details |
| 13.              | 2012-03-04 | WTA Acapulco            | gravel     | Sara Errani             | 7-5, 6-7, 0-6       | details |
| 14.              | 2014-11-02 | Tournament of Champions | hardcourt  | Andrea Petković         | 6-1, 4-6, 3-6       | details |

### WTA-finaleplaatsen vrouwendubbelspel
| nr.              | finale     | toernooi               | ondergrond    | partner                | tegenstandsters                                    | score             |         |
| ---------------- | ---------- | ---------------------- | ------------- | ---------------------- | -------------------------------------------------- | ----------------- | ------- |
| gewonnen finales |            |                        |               |                        |                                                    |                   |         |
| 1.               | 2005-08-14 | WTA Los Angeles        | hardcourt     | Jelena Dementjeva      | Bethanie Mattek Angela Haynes                      | 6-2, 6-4          | details |
| 2.               | 2006-02-26 | WTA Bogota             | gravel        | Gisela Dulko           | Ágnes Szávay Jasmin Wöhr                           | 7-6, 6-1          | details |
| 3.               | 2008-04-20 | WTA Estoril            | gravel        | Maria Kirilenko        | Mervana Jugić-Salkić İpek Şenoğlu                  | 6-4, 6-4          | details |
| 4.               | 2009-01-16 | WTA Hobart             | hardcourt     | Gisela Dulko           | Aljona Bondarenko Kateryna Bondarenko              | 6-2, 7-6          | details |
| 5.               | 2009-06-19 | WTA Rosmalen           | gras          | Sara Errani            | Michaëlla Krajicek Yanina Wickmayer                | 6-4, 5-7, [13-11] | details |
| 6.               | 2009-07-11 | WTA Båstad             | gravel        | Gisela Dulko           | Nuria Llagostera Vives María José Martínez Sánchez | 6-2, 0-6, [10-5]  | details |
| 7.               | 2010-04-04 | WTA Miami              | hardcourt     | Gisela Dulko           | Nadja Petrova Samantha Stosur                      | 6-3, 4-6, [10-7]  | details |
| 8.               | 2010-05-02 | WTA Stuttgart          | gravel (i)    | Gisela Dulko           | Květa Peschke Katarina Srebotnik                   | 3-6, 7-6, [10-5]  | details |
| 9.               | 2010-05-08 | WTA Rome               | gravel        | Gisela Dulko           | Nuria Llagostera Vives María José Martínez Sánchez | 6-4, 6-2          | details |
| 10.              | 2010-07-10 | WTA Båstad             | gravel        | Gisela Dulko           | Renata Voráčová Barbora Záhlavová-Strýcová         | 7-6, 6-0          | details |
| 11.              | 2010-08-22 | WTA Montréal           | hardcourt     | Gisela Dulko           | Květa Peschke Katarina Srebotnik                   | 7-5, 3-6, [12-10] | details |
| 12.              | 2010-10-23 | WTA Moskou             | hardcourt (i) | Gisela Dulko           | Sara Errani María José Martínez Sánchez            | 6-3, 2-6, [10-6]  | details |
| 13.              | 2010-10-31 | WTA Tour Championships | hardcourt     | Gisela Dulko           | Květa Peschke Katarina Srebotnik                   | 7-5, 6-4          | details |
| 14.              | 2011-01-28 | Australian Open        | hardcourt     | Gisela Dulko           | Viktoryja Azarenka Maria Kirilenko                 | 2-6, 7-5, 6-1     | details |
| 15.              | 2013-10-13 | WTA Japan (Osaka)      | hardcourt     | Kristina Mladenovic    | Samantha Stosur Zhang Shuai                        | 6-4, 6-3          | details |
| 16.              | 2014-09-27 | WTA Wuhan              | hardcourt     | Martina Hingis         | Cara Black Caroline Garcia                         | 6-4, 5-7, [12-10] | details |
| 17.              | 2014-10-19 | WTA Moskou             | hardcourt (i) | Martina Hingis         | Caroline Garcia Arantxa Parra Santonja             | 6-3, 7-5          | details |
| verloren finales |            |                        |               |                        |                                                    |                   |         |
| 1.               | 2005-09-11 | US Open                | hardcourt     | Jelena Dementjeva      | Samantha Stosur Lisa Raymond                       | 2-6, 7-5, 3-6     | details |
| 2.               | 2006-05-14 | WTA Berlijn            | gravel        | Jelena Dementjeva      | Zheng Jie Yan Zi                                   | 2-6, 3-6          | details |
| 3.               | 2007-02-25 | WTA Bogota             | gravel        | Roberta Vinci          | Lourdes Domínguez Lino Paola Suárez                | 6-1, 3-6, [9-11]  | details |
| 4.               | 2007-06-17 | WTA Barcelona          | gravel        | Lourdes Domínguez Lino | Nuria Llagostera Vives Arantxa Parra Santonja      | 6-7, 6-2, [10-12] | details |
| 5.               | 2008-08-03 | WTA Montréal           | hardcourt     | Maria Kirilenko        | Cara Black Liezel Huber                            | 1-6, 1-6          | details |
| 6.               | 2009-02-22 | WTA Bogota             | gravel        | Gisela Dulko           | Nuria Llagostera Vives María José Martínez Sánchez | 5-7, 6-3, [7-10]  | details |
| 7.               | 2009-05-03 | WTA Stuttgart          | gravel (i)    | Gisela Dulko           | Bethanie Mattek-Sands Nadja Petrova                | 7-5, 3-6, [7-10]  | details |
| 8.               | 2010-05-15 | WTA Madrid             | gravel        | Gisela Dulko           | Serena Williams Venus Williams                     | 2-6, 5-7          | details |
| 9.               | 2010-10-10 | WTA Peking             | hardcourt     | Gisela Dulko           | Chuang Chia-jung Volha Havartsova                  | 6-7, 6-1, [7-10]  | details |
| 10.              | 2011-06-18 | WTA Rosmalen           | gras          | Dominika Cibulková     | Klára Zakopalová Barbora Záhlavová-Strýcová        | 6-1, 4-6, [7-10]  | details |
| 11.              | 2011-10-01 | WTA Tokio              | hardcourt     | Gisela Dulko           | Liezel Huber Lisa Raymond                          | 6-7, 6-0, [6-10]  | details |
| 12.              | 2011-10-09 | WTA Peking             | hardcourt     | Gisela Dulko           | Květa Peschke Katarina Srebotnik                   | 3-6, 4-6          | details |
| 13.              | 2012-01-07 | WTA Auckland           | hardcourt     | Julia Görges           | Andrea Hlaváčková Lucie Hradecká                   | 7-6, 2-6, [7-10]  | details |
| 14.              | 2012-04-15 | WTA Barcelona          | gravel        | Francesca Schiavone    | Sara Errani Roberta Vinci                          | 0-6, 2-6          | details |
| 15.              | 2013-07-21 | WTA Båstad             | gravel        | Alexandra Dulgheru     | Anabel Medina Garrigues Klára Zakopalová           | 1-6, 4-6          | details |
| 16.              | 2014-06-21 | WTA Eastbourne         | gras          | Martina Hingis         | Chan Hao-ching Chan Yung-jan                       | 3-6, 7-5, [7-10]  | details |
| 17.              | 2014-09-06 | US Open                | harcourt      | Martina Hingis         | Jekaterina Makarova Jelena Vesnina                 | 6-2, 3-6, 2-6     | details |

### Gewonnen ITF-toernooien enkelspel
| nr. | finale     | toernooi | dotatie  | tegenstandster in finale | score         |
| --- | ---------- | -------- | -------- | ------------------------ | ------------- |
| 1.  | 1999-03-28 | Cagliari | $ 10.000 | Andrea Masaryková        | 7-5, 7-5      |
| 2.  | 1999-06-20 | Grado    | $ 25.000 | Martina Suchá            | 1-6, 6-4, 7-5 |
| 3.  | 2002-02-03 | Ortisei  | $ 50.000 | Angelika Bachmann        | 7-6, 3-6, 6-3 |
| 4.  | 2002-03-24 | Rome     | $ 10.000 | Oleksandra Kravets       | 6-4, 6-0      |
| 5.  | 2002-09-08 | Fano     | $ 50.000 | Mara Santangelo          | 3-6, 6-4, 6-0 |
| 6.  | 2002-09-22 | Biella   | $ 50.000 | Sandra Kleinová          | 6-3, 6-2      |
| 7.  | 2004-07-11 | Cuneo    | $ 50.000 | Alice Canepa             | 6-4, 6-1      |

## Resultaten grandslamtoernooien
| Legenda | Legenda                          |
| ------- | -------------------------------- |
| g.t.    | geen toernooi gehouden           |
| l.c.    | lagere categorie                 |
| –       | niet deelgenomen                 |
| G       | uitgeschakeld in de groepsfase   |
| 1R      | uitgeschakeld in de eerste ronde |
| 2R      | uitgeschakeld in de tweede ronde |
| 3R      | uitgeschakeld in de derde ronde  |
| 4R      | uitgeschakeld in de vierde ronde |
| KF      | uitgeschakeld in de kwartfinale  |
| HF      | uitgeschakeld in de halve finale |
| F       | de finale verloren               |
| W       | het toernooi gewonnen            |
| w-v     | winst/verlies-balans             |

### Enkelspel
| Toernooi        | 2003 | 2004 | 2005 | 2006 | 2007 | 2008 | 2009 | 2010 | 2011 | 2012 | 2013 | 2014 | 2015 | w-v   |
| --------------- | ---- | ---- | ---- | ---- | ---- | ---- | ---- | ---- | ---- | ---- | ---- | ---- | ---- | ----- |
| Australian Open | 1R   | 1R   | 1R   | 3R   | 1R   | 2R   | 3R   | 2R   | 4R   | 1R   | –    | KF   | 1R   | 13-12 |
| Roland Garros   | 3R   | 1R   | 3R   | 3R   | 1R   | 4R   | 1R   | 4R   | 1R   | 3R   | 1R   | 2R   | 4R   | 18-13 |
| Wimbledon       | 2R   | 1R   | 4R   | 4R   | 1R   | 2R   | 3R   | 3R   | 3R   | 1R   | 4R   | 2R   | 1R   | 18-13 |
| US Open         | 1R   | 1R   | 1R   | –    | 2R   | KF   | KF   | 3R   | KF   | –    | HF   | KF   | W    | 31-10 |

### Vrouwendubbelspel
| Toernooi        | 2003 | 2004 | 2005 | 2006 | 2007 | 2008 | 2009 | 2010 | 2011 | 2012 | 2013 | 2014 | 2015 | w-v   |
| --------------- | ---- | ---- | ---- | ---- | ---- | ---- | ---- | ---- | ---- | ---- | ---- | ---- | ---- | ----- |
| Australian Open | 1R   | 1R   | 2R   | 3R   | 3R   | KF   | 3R   | KF   | W    | 3R   | –    | 2R   | 3R   | 24-11 |
| Roland Garros   | 1R   | –    | 2R   | 2R   | 1R   | 2R   | 3R   | KF   | KF   | 3R   | 2R   | 3R   | KF   | 19-12 |
| Wimbledon       | 1R   | 2R   | 1R   | 3R   | 2R   | 2R   | 1R   | HF   | 1R   | HF   | 2R   | 3R   | KF   | 19-13 |
| US Open         | 1R   | 3R   | F    | –    | 2R   | 1R   | 1R   | KF   | 3R   | –    | 3R   | F    | HF   | 24-11 |

### Gemengd dubbelspel
| Toernooi        | 2006 | 2007 | 2008 | 2009 | 2010 | 2011 |    | 2013 | w-v |
| --------------- | ---- | ---- | ---- | ---- | ---- | ---- | -- | ---- | --- |
| Australian Open | 1R   | –    | –    | 2R   | HF   | –    | –  | 4-3  |     |
| Roland Garros   | –    | –    | –    | 2R   | –    | 1R   | –  | 1-2  |     |
| Wimbledon       | 3R   | 1R   | 2R   | 1R   | 1R   | –    | 2R | 4-5  |     |
| US Open         | –    | –    | KF   | 2R   | –    | 1R   | –  | 3-3  |     |